# Ackeejuice Rockers
Ackeejuice Rockers est un groupe italien de musique électronique, originaire de Bassano del Grappa. Il est formé en 2007 par les DJ et producteurs Ali Selecta et King P,, basés en Vénétie. Leurs productions se situent dans de nombreux genres tels que le dancehall, le hip-hop, le soca, l'afrobeat, la techno, la house et le moombahton. Leur notoriété s'accroit en 2013, lorsqu'ils ont été impliqués par le rappeur américain Kanye West dans la production du sixième album Yeezus.
Le duo, invité par le rappeur au studio d'enregistrement à Paris, en France, sous la direction du producteur exécutif Rick Rubin, a rencontré et collaboré avec Daft Punk, Gessaffelstain, Brodinski, Travi$ Scott, Arca, Lunice, Lupe Fiasco, Mike Dean, S1, Sham Joseph, Common et a coproduit Guilt Trip (avec Kid Cudi), l'un des 10 titres de l'album. La même année, ils produisent également le remix officiel de Blocka de Pusha T.

## Nom
Le nom est dérivé du fruit de l'akée (Blighia sapida), dont on ne peut extraire de jus.

## Histoire
Ali Selecta et King P, lancés sous les feux de la rampe par Kanye West, intriguent la presse et les grands blogs musicaux du monde entier qui en parlent comme d'un projet à suivre de près, des artistes internationaux comme Sean Paul et Nicki Minaj s'intéressent à leurs productions,. En Italie, Ackeejuice Rockers produit des morceaux de Marracash et Achille Lauro, Jake La Furia, Gué Pequeno, Mondo Marcio, Tormento, et Mudimbi. En 2014, ils participent à la première édition italienne du Red Bull Culture Clash en représentant Roccia Music, le crew mené par Marracash et Shablo. Les tournées américaines de 2014 et 2015 font parler d'eux et la pop star italienne Lorenzo Jovanotti leur demande d'ouvrir les concerts de Padoue et de Florence de sa tournée Lorenzo Negli Stadi 2015. À cette occasion, ils se produisent avec le rappeur italien Salmo. Leurs productions musicales sont jouées et soutenues par des DJ de renommée internationale, notamment le DJ/producteur américain Diplo.
En 2015, les Ackeejuice Rockers ont rejoint le collectif américain Flex Up Crew aux côtés d'artistes de renommée mondiale tels que Walshy Fire de Major Lazer, Bad Royale, Henry Fong, Braindead et Johnny Roxx. En 2016, Diplo a présenté en avant-première dans son émission Diplo&Friends diffusée sur la BBC Radio, Future Dancehall, le quatrième EP d'Ackeejuice Rockers, publié par Flex Up Records et Doner Music avec la collaboration des producteurs Big Fish, Aquadrop, Kharfi, Sonny Denja et des chanteurs Richie Loop, Melloquence, MC ZULU, et Kinck. Depuis 2016, leur chanson Gyal Time est le thème officiel de Albertino Everyday, l'émission de la station de radio italienne Radio Deejay animée par DJ Albertino. En octobre 2016, l'émission les a accueillis en direct dans tout le pays pour une interview et un DJ set en direct.
En 2017, les Ackeejuice Rockers, qui venaient de rentrer de leur troisième tournée aux États-Unis, ont composé la chanson Addicted avec l'historique DJ italien Mario Fargetta, publiée en décembre de la même année par Universal Music Italia. Toujours en 2017, ils ont été impliqués par la pop star italienne Lorenzo Jovanotti dans la réalisation de son quatorzième album Oh, vita !, produit par Rick Rubin. Sur l'album, publié par Universal Music Italia, le duo cosigne avec Jovanotti les productions des titres Sbam! et Le Canzoni (deuxième single extrait). En décembre 2017, les Ackeejuice Rockers sont invités à faire un duo avec Jovanotti sur scène au Pop Shop de Milan, une boutique éphémère ouverte à l'occasion de la sortie du nouvel album Oh, Vita !. En juillet et août 2019, le duo suit Jovanotti sur The Jova Beach Party Tour 2019, la dix-septième tournée musicale de l'auteur-compositeur-interprète pour la première fois sur les plages italiennes qui commence à Lignano Sabbiadoro le 6 juillet 2019 et se termine à Milan le 21 septembre 2019. Jovanotti invite le duo à jouer des DJ sets pendant les 17 dates de la tournée sur la SBAM ! Stage, la scène dédiée aux DJ et aux producteurs aux sons les plus extrêmes et alternatifs.
En novembre 2021, lors de la conférence de presse de présentation de la Jova Beach Party 2022, une collaboration entre Jovanotti et les Ackeejuice Rockers est annoncée, le projet s'appelle Sbam! Records, « The dance factory », un laboratoire musical dont l'objectif est de remettre la piste de danse au centre de tout, comme un lieu symbolisant la vie ensemble, le rythme, et la passion. Le premier résultat sous les yeux de tous sont les 26 remixes du single Il boom de Jovanotti. De juillet à septembre 2022, le duo est appelé à faire partie de l'équipe du Jova Beach Party Tour 2022, la 18e tournée musicale de Jovanotti, 21 dates sur les principales plages italiennes. À cette occasion, en plus des DJ sets, le duo a pris en charge la direction artistique de la scène SBAM!

## Discographie

### EP
- 2013 : Fat Booty (ROT10 Music)
- 2014 : #CULO (Roccia Music)
- 2016 : Future Dancehall (Doner Music, Flex Up Records)

### Singles
- 2011 : Wade in the Water (Mad Decent Roundup)
- 2012 : Dancehall Scheme (T&A Records)
- 2012 : Freeze (Overcooked Records)
- 2013 : Victims (Overcooked Records)
- 2013 : Summer Trigger Make Me Feel Good (T&A Records)
- 2015 : On My Grind (Hypetrack x Hypebeast)
- 2015 : Dancer (feat. Kinck) (Overcooked Records)
- 2016 : The Island (Avantguardia)
- 2017 : Whine Like Whoa (Doner Music)
- 2017 : Sonny Denja et Ackeejuice Rockers - Me Voy (Flex Up Records)
- 2017 : Ackeejuice Rockers et Get Far - Addicted (Universal Music Italia)
- 2017 : Ackeejuice Rockers - When You Do It (feat. Richie Loop) (Flex Up Records)
- 2018 : Ackeejuice Rockers - Party Hard (feat. Richie Loop) (Flex Up Records)
- 2018 : Ackeejuice Rockers - Tu Sei Come Me (feat. KG Man & Galup) (Universal Music Italia)
- 2019 : Ackeejuice Rockers feat. Rkomi - Acquagym (Subside Records/Sony Music Italia)
- 2019 : Ackeejuice Rockers, Jude et Frank, Lele Blade - Medellin (feat. OG Eastbull & Nomercy Blake) (Subside Records/Sony Music Italia)
- 2020 : Ackeejuice Rockers - 5G (feat. Tormento & Nomercy Blake) (Subside Records/Sony Music Italia)
- 2020 : Twerko Sulla Techno (Sony Music Italia)
- 2021 : Yung Snapp and MV Killa - No Bad Vibes (feat. Guesan) (Subside Records/Sony Music Italia)
- 2022 : Il Ballo Del Motorino (Bottecghi and Rivaz Mix) (Subside Records/Sony Music Italia)
- 2022 : AUMM AUMM (Subside Records/Sony Music Italia)

### Remixes officiels
- 2013 : Bert on Beats - Piano Loco (Ackeejuice Rockers Remix) (Man Recordings)
- 2013 : RSXG - Swag Fi Dem (Ackeejuice Rockers Remix) (Top Billin)
- 2013 : Gué Pequeno - La Mia Ragazza è Gangsta (Ackeejuice Rockers Remix) (Universal Music Italia)
- 2013 : Pusha T - Blocka (feat. Popcaan and Travis Scott) (Ackeejuice Rockers Remix) (Universal Music Italia)
- 2013 : Marracash e Tayone - La Tipa del tipo (Ackeejuice Rockers Remix) (Universal Music Italia)
- 2014 : South Rakkas Crew - Go Hard or Go Home (feat. RDX) (Ackeejuice Rockers Remix) (South Rakkas)
- 2014 : South Rakkas Crew - Inatwist (Ackeejuice Rockers Remix) (Overcooked Records)
- 2014 : Ckrono & Slesh - Flame (Ackeejuice Rockers Remix) (Meanbucket)
- 2015 : Profit - Don’t Test We (Ackeejuice Rockers Remix) (Have-A-Break)
- 2016 : DJ Aladyn - For Ella (Ackeejuice Rockers Remix) (Time Records)
- 2016 : Faustix - Don’t You Worry (feat. Barbara Moleko) (Ackeejuice Rockers Remix) (Warner Music Denmark)
- 2018 : Jovanotti - Le Canzoni (Ackeejuice Rockers Remix) (Universal Music Italia)
- 2018 : Jovanotti - Sbam! (Ackeejuice Rockers Remix) (Universal Music Italia)
- 2019 : Jovanotti - Prima Che Diventi Giorno (Ackeejuice Rockers Remix) (Universal Music Italia)
- 2020 : Enzo Avitabile - Simm' Tutt'Uno (feat. Jovanotti, Manu Dibango et Bottari Di Portico) (Ackeejuice Rockers Remix) (Universal Music Italia)
- 2022 : Jovanotti - Il Boom (Ackeejuice Rockers & Mudimbi Remix) (SBAM! Records/Universal Music Italia)